# Želimir Puljić

Wappen von Želimir Puljić als Erzbischof von Zadar. Es zeigt u. a. das Kreuz vom Taufbecken des Fürsten Višeslav

Želimir Puljić (* 7. März 1947 in Kamena bei Mostar, Jugoslawien, heute Bosnien-Herzegowina) ist ein kroatischer Geistlicher und emeritierter römisch-katholischer Erzbischof von Zadar.

## Leben
Želimir Puljić besuchte das Diözesangymnasium in Dubrovnik. Sein Studium der Katholischen Theologie absolvierte er in Split und Rom. In Rom erlangte er das Lizenziat in Pastoraltheologie und das Doktorat in Psychologie. Am 24. März 1974 empfing er in Rom das Sakrament der Priesterweihe. Nach Abschluss seiner Studienzeit in Rom von 1978 bis 1980 übernahm er die Aufgabe des Präfekten im Priesterseminar des bosnisch-herzegowinischen Erzbistums Vrhbosna, dessen Rektor er von 1985 bis 1988 war.
Papst Johannes Paul II. ernannte ihn am 7. Dezember 1989 zum Bischof von Dubrovnik. Sein Amtsantritt als Bischof von Dubrovnik erfolgte am 14. Januar 1990.
Am 15. März 2010 ernannte ihn Papst Benedikt XVI. zum Erzbischof von Zadar.
Bischof Želimir Puljić war in der Kroatischen Bischofskonferenz Präsident des Rates für Kultur und des kirchlichen Kulturguts in Kroatien. Dazu ist Bischof Želimir Puljić bei der Kroatischen- und Bosnisch-Herzegowinischen Bischofskonferenz Präsident im Rat für die kroatische Auslandspastoral. Von 2017 bis 2022 war er Präsident der Kroatischen Bischofskonferenz, seither ist er stellvertretender Präsident.
2015 schlug der kroatische Erzbischof Želimir Puljić ein Referendum für die Legalisierung des faschistischen Grußes (Za dom spremni) der Ustascha innerhalb des Militärs vor.
Papst Franziskus stellte ihm am 7. April 2022 mit Milan Zgrablić einen Koadjutorerzbischof zur Seite. Am 14. Januar 2023 nahm Papst Franziskus seinen altersbedingten Rücktritt an, womit ihm Milan Zgrablić als Erzbischof nachfolgte. Vom 14. Februar bis zum 28. Oktober 2023 war Puljić Apostolischer Administrator des vakanten Erzbistums Split-Makarska.